# ویکی لاگوس
ویکی لاگوس (انگلیسی: Vicky Lagos؛ زادهٔ ۲۳ ژوئن ۱۹۳۸) بازیگر اهل اسپانیا است.
از فیلم‌ها یا مجموعه‌های تلویزیونی که وی در آن‌ها نقش داشته‌است، می‌توان به امکانش هست؟ و دو رقیب اشاره نمود.